# Earl Fuller (Leichtathlet)

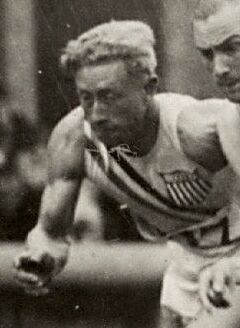
Earl Fuller (1928)

Earl Fuller (Earl Arden Fuller; * 6. März 1904 in San Francisco, Kalifornien; † 23. Oktober 1956 ebd.) war ein US-amerikanischer Mittelstreckenläufer, der sich auf die 800-Meter-Distanz spezialisiert hatte.
1928 qualifizierte er sich als US-Vizemeister mit seiner persönlichen Bestzeit von 1:51,9 min für die Olympischen Spiele in Amsterdam, bei denen er in 1:55,0 min Siebter wurde.